# Melodifestivalen 2016
Melodifestivalen de 2016 foi a 56ª edição da competição de música sueca conhecida como Melodifestivalen, que selecionou a entrada dos cantores suecos para o festival Eurovisão da Canção de 2016. A competição foi organizada pela emissora de TV, a Sveriges Television (SVT) e ocorreram ao longo do período de seis semanas entre 6 de fevereiro e 12 de março de 2016.

## Organização
Melodifestivalen 2016, foi organizado pela emissora de TV SVT, foi a décimo quinta edição consecutiva do concurso em que a competição teve lugar em diferentes cidades, sendo todos na Suécia.
Os quatro semi-finais foram realizadas no Scandinavium em Gotemburgo (6 de fevereiro), o Malmo Arena em Malmö (13 de fevereiro), o Himmelstalundshallen em Norrköping (20 de fevereiro) e o Gavlerinken Arena em Gevália (27 de fevereiro).
A segunda rodada (chamada de "Segunda Chance") teve lugar no Halmstad Arena , em Halmostádio , em 5 de março, enquanto a final foi realizada na Friends Arena , em Estocolmo, no dia 12 de março.
Inicialmente 28 competidores foram destinadas para competir nas meias-finais, com sete competidores em cada show. A primeira semi-final contou com seis competidores depois de um dos concorrentes musicais ter sido desclassificado. Os dois principais competidores de cada semi-final avançaram diretamente para a final, enquanto sobraram o terceiro e o quarto colocado, avançando para a segunda rodada.
Christer Björkman foi anunciado como o produtor executivo da competição, enquanto Annette Helenius foi designado como gerente do projeto, substituindo Maria Ilstedt e Christel Tholse Willers do ano anterior.
| Calendário Das Competições | Calendário Das Competições | Calendário Das Competições | Calendário Das Competições | Calendário Das Competições | Calendário Das Competições |
| Mostrar                    | Data                       | Cidade                     | Local                      | Hosts                      | Hosts                      |
| -------------------------- | -------------------------- | -------------------------- | -------------------------- | -------------------------- | -------------------------- |
| Semi-final 1               | 6 de fevereiro             | Gotemburgo                 | Scandinavium               | Gina Dirawi                | Petra Medeiros             |
| Semi-final 2               | 13 de fevereiro de         | Malmö                      | Malmö Arena                | Gina Dirawi                | —                          |
| Semi-final 3               | 20 de fevereiro            | Norrköping                 | Himmelstalundshallen       | Gina Dirawi                | Henrik Schyffert           |
| Semi-final 4               | 27 de fevereiro de         | Gevália                    | Gavlerinken Arena          | Gina Dirawi                | Sarah Amanhecer Mais Fino  |
| Segunda Chance             | 5 de Março de              | Halmostádio                | Halmstad Arena             | Gina Dirawi                | Peter Jöback e Ola Salo    |
| Final                      | 12 de Março de             | Estocolmo                  | Amigos Arena               | Gina Dirawi                | William Spetz              |

## Entrada dos competidores
Vinte e oito concorrentes foram anunciados ao público durante uma conferência de imprensa em 30 de novembro de 2015. Antes da conferência de imprensa, sabe-se apenas que o grupo Smilo (anteriormente Smajling Suecos) tinha sido seleccionado para a competição dos artistas que participaram na Svensktoppen nästa competição organizada pelo Sveriges Radio P4.
Entre os concorrentes artistas foram o ex-ganhador de outra edição da Melodifestivalen, Tommy Nilsson (1989) e Martin Stenmarck (2005). Krista Siegfrids também participou no Festival Eurovisão da Canção, em 2013 , onde ela representou a Finlândia. Além de ter participado no Melodifestivalen anteriormente, Molly Sandén também representou a Suécia no Festival Eurovisão da Canção Júnior 2006.
Em 4 de fevereiro de 2016, a SVT realizou uma conferência de imprensa onde anunciou que "Himmel för två", escrito por Sven-Inge Sjöberg, Lennart Wastesson, Larry Forsberg e Camilla Läckberg, foi desclassificado da competição. A desqualificação veio dois dias antes da canção ser cantada na primeira semi-final, depois que se descobriu que a música tinha anteriormente competido na fase de 2014 Moldovan festival Eurovisão da Canção de seleção nacional , sob o título de "Taking Care of a Broken Heart" com letras em inglês.
| Cantor                        | Música (English Translation)                   | Compositore(s)                                                                                  |
| ----------------------------- | ---------------------------------------------- | ----------------------------------------------------------------------------------------------- |
| Ace Wilder                    | "Don't Worry"                                  | Joy Deb, Linnea Deb, Anton Hård af Segerstad, Ace Wilder, Behshad Ashnai                        |
| After Dark                    | "Kom ut som en stjärna" (Come out like a star) | Sven-Inge Sjöberg, Lennart Wastesson, Larry Forsberg, Lina Eriksson, Kent Olsson, Calle Kindbom |
| Albin & Mattias               | "Rik" (Rich)                                   | Albin Johnsén, Mattias Andréasson                                                               |
| Anna Book                     | "Himmel för två" (Heaven for two)              | Sven-Inge Sjöberg, Lennart Wastesson, Larry Forsberg, Camilla Läckberg                          |
| Boris René                    | "Put Your Love on Me"                          | Boris René, Tobias Lundgren, Tim Larsson                                                        |
| David Lindgren                | "We Are Your Tomorrow"                         | Anderz Wrethov, Sharon Vaughn, Gustav Efraimsson                                                |
| Dolly Style                   | "Rollercoaster"                                | Thomas G:son, Peter Boström, Alexandra Salomonsson                                              |
| Eclipse                       | "Runaways"                                     | Erik Mårtensson                                                                                 |
| Frans                         | "If I Were Sorry"                              | Oscar Fogelström, Michael Saxell, Fredrik Andersson, Frans Jeppsson Wall                        |
| Isa                           | "I Will Wait"                                  | Anton Hård af Segerstad, Joy Deb, Linnea Deb, Nikki Flores                                      |
| Krista Siegfrids              | "Faller" (Falling)                             | Krista Siegfrids, Gabriel Alares, Magnus Wallin, Gustaf Svenungsson                             |
| Linda Bengtzing               | "Killer Girl"                                  | Mathias Kallenberger, Andréas Berlin, Linda Bengtzing, Dag Öhrlund                              |
| Lisa Ajax                     | "My Heart Wants Me Dead"                       | Linnea Deb, Joy Deb, Anton Hård af Segerstad, Nikki Flores, Sara Forsberg                       |
| Martin Stenmarck              | "Du tar mig tillbaks" (You take me back)       | David Stenmarck                                                                                 |
| Mimi Werner                   | "Ain't No Good"                                | Mimi Werner, Göran Werner, Marcus Svedin, Jason Saenz                                           |
| Molly Pettersson Hammar       | "Hunger"                                       | Joy Deb, Linnea Deb, Lisa Desmond, Anton Hård af Segerstad, Molly Pettersson Hammar             |
| Molly Sandén                  | "Youniverse"                                   | Molly Sandén, Danny Saucedo, John Alexis                                                        |
| Oscar Zia                     | "Human"                                        | Oscar Zia, Victor Thell, Maria Smith                                                            |
| Panetoz                       | "Håll om mig hårt" (Hold me tight)             | Jimmy Jansson, Karl-Ola Kjellholm, Jakke Erixson, Pa Modou Badjie, Njol Badjie, Nebeyu Baheru   |
| Patrik, Tommy & Uno           | "Håll mitt hjärta hårt" (Hold my heart hard)   | Patrik Isaksson, Tommy Nilsson, Uno Svenningsson                                                |
| Pernilla Andersson            | "Mitt guld" (My gold)                          | Pernilla Andersson, Fredrik Rönnqvist                                                           |
| Robin Bengtsson               | "Constellation Prize"                          | Bobby Ljunggren, Henrik Wikström, Mark Hole, Martin Eriksson                                    |
| Samir & Viktor                | "Bada nakna" (Bathe naked)                     | Fredrik Kempe, David Kreuger, Anderz Wrethov                                                    |
| SaRaha                        | "Kizunguzungu" (Dizziness)                     | Anderz Wrethov, Sara "SaRaha" Larsson, Arash Labaf                                              |
| Smilo                         | "Weight of the World"                          | Arvid Ångström, Dennis Babic, Oscar Berglund Juhola, Anton Göransson, Robin Danielsson          |
| Swingfly feat. Helena Gutarra | "You Carved Your Name"                         | Joakim Åhlund, Andreas Kleerup                                                                  |
| Victor och Natten             | "100%"                                         | Dag Lundberg, Melker, Jesper Lundh                                                              |
| Wiktoria                      | "Save Me"                                      | Jens Siverstedt, Lauren Dyson, Jonas Wallin                                                     |

## Semi-finais
Como em anos anteriores, Melodifestivalen começou com quatro semi-finais, que determinaram os 8 competidores que avançaram diretamente para a final e os oito competidores que foram qualificados para a segunda rodada. A ordem de execução para cada semi-final foi anunciado no dia 12 de janeiro de 2016.
Na semi-final, os resultados foram baseados exclusivamente no visualizador de votos. Foram dois turnos de votação em cada semi-final para determinar quais competidores deveriam avançar ainda mais e quais competidores deveriam serem eliminados. Na segunda rodada de votação, os dois competidores que ocuparam o primeiro e segundo lugar foram qualificados diretamente para a final, enquanto o terceiro e o quarto na posição, procedeu-se à segunda rodada. O quinto colocado foi eliminado. Todos os votos do segundo turno foram adicionados aos votos em que cada competidor receberam do primeiro turno, a fim de determinar o resultado final.

## Transmissão e classificações
Todos os seis shows na competição foram transmitidas direto no SVT1 e SVT Mundo , bem como transmitido online. Também houve transmissão via rádio no Sveriges Radio P4 com comentário por Carolina Norén e Ronnie Ritterland. A final também foi transmitido por SVT24, bem como através do aplicativo móvel SVT 360, o que permitiu que os usuários pudesse ver a final em 360 graus. As transmissões internacionais da final ocorreu pela RÚV, na Islândia, pela NRK3 na Noruega e pela Yle Fem na Finlândia.
| Mostrar        | Data                    | Os espectadores  |
| -------------- | ----------------------- | ---------------- |
| Semi-final 1   | 6 de fevereiro de 2016  | 3,279,000        |
| Semi-final 2   | 13 de fevereiro de 2016 | 3,167,000        |
| Semi-final 3   | 20 de fevereiro de 2016 | 3,241,000        |
| Semi-final 4   | 27 de fevereiro de 2016 | 3,079,000        |
| Segunda Chance | 5 de Março de 2016      | 2,921,000        |
| Final          | 12 de Março de 2016     | 3,464,000 </ref> |